# Estação Ferroviária de Redondela- Alta Velocidade
A Estação Ferroviária de Redondela-AV é um interface do Eixo Atlântico de Alta Velocidade que serve a localidade galega de Redondela. 
Nela efectuam paragem alguns dos serviços ferroviários de alta velocidade que circulam entre as estações de Vigo-Urzáiz e da Corunha.
Foi inaugurada a 18 de Abril de 2015, aquando da abertura do último troço da linha de alta velocidade entre Vigo-Urzáiz e Corunha.